# 謝里敦 (阿肯色州)
謝里敦（英語：Sheridan）是一個位於美國阿肯色州格蘭特縣的城市。根據2020年美國人口普查，該地人口為4920人，而該地的面積約為31.59平方千米。同時該地也是格蘭特縣的縣治。

## 地理
謝里敦的座標為34°18′30″N 92°24′13″W / 34.30833°N 92.40361°W，而該地的平均海拔高度為84米（即278英尺）。